# Orkiestra kameralna
Orkiestra kameralna – instrumentalny zespół muzyczny zwykle składający się z połączonego kwartetu smyczkowego i dętego z towarzyszeniem klawesynu. Niekiedy do składu orkiestry kameralnej dołączano inne instrumenty, lub zdwajano istniejące. Orkiestra kameralna często nie posiadała dyrygenta. Jego rolę spełniał klawesyn grający partię basso continuo, dyktując innym instrumentom rytm i tempo.
Orkiestry kameralne używane były na arystokratycznych dworach i szczyt ich świetności przypadł na okres baroku w muzyce. Z czasem, gdy życie muzyczne zaczęło się przenosić z dworów do sal koncertowych i teatrów muzycznych, orkiestra kameralna stopniowo się rozbudowując, przekształciła się w orkiestrę symfoniczną.

## Orkiestry kameralne w Polsce
W Polsce w XXI wieku istnieją zespoły muzyczne tego typu, na przykład:
- Orkiestra Kameralna Filharmonii Narodowej[1];
- Orkiestra Kameralna Polskiego Radia Amadeus;
- Polska Orkiestra Kameralna;
- Orkiestra Kameralna Capella Bydgostiensis[2];
- Elbląska Orkiestra Kameralna;
- Suwalska Orkiestra Kameralna[3];
- Aukso – Orkiestra Kameralna Miasta Tychy;
- Arte dei Suonatori;
- Baltic Neopolis Orchestra;
- Orkiestra Kameralna Camerata-Wrocław;
- Leopoldinum;
- Młodzieżowa Orkiestra Kameralna „Concerto Lamelli”;
- Radomska Orkiestra Kameralna;
- Salonowa Orkiestra Camerata;
- Świdnicka Orkiestra Kameralna;
- Orkiestra Kameralna Wratislavia.